# Karl Grubbström
Karl Isak Grubbström (i riksdagen kallad Grubbström i Umeå), född 26 maj 1871 i Bygdeå, död 22 april 1926 i Engelbrekts församling i Stockholm, var en svensk lantmätare och politiker (liberal).
Karl Grubbström, som var son till en sjökapten, avlade lantmäteriexamen 1892 och var därefter lantmätare i Norrland och Stockholmsregionen. Han var förste lantmätare i Västerbottens län 1910–1920 och byråchef i Lantmäteristyrelsen 1920–1926. Han hade också ett flertal styrelseuppdrag i näringslivet och anlitades i flera statliga utredningar.
Grubbström var riksdagsledamot i första kammaren 1912–1915 för Västerbottens läns valkrets och tillhörde Frisinnade landsföreningens riksdagsgrupp Liberala samlingspartiet, förutom vid höstriksdagen 1914 då han betecknade sig som frisinnad vilde. I riksdagen var han bland annat suppleant i jordbruksutskottet 1912–1914. Han skrev två egna motioner i riksdagen om höjning av norrländska avdikningsanslaget och om ökade kommunalutskylder för kronoparker och andra statsdomäner.
Karl Grubbström är begravd på Västra kyrkogården i Umeå.